# Hiba Fahsi
Hiba Fahsi, née le 5 février 2001, est une nageuse marocaine.

## Carrière
Hiba Fahsi est médaillée d'argent du 100 mètres dos aux Championnats d'Afrique juniors 2017 au Caire. Elle remporte aux Championnats d'Afrique de natation 2018 la médaille de bronze du 100 mètres dos.